# Wu Hu

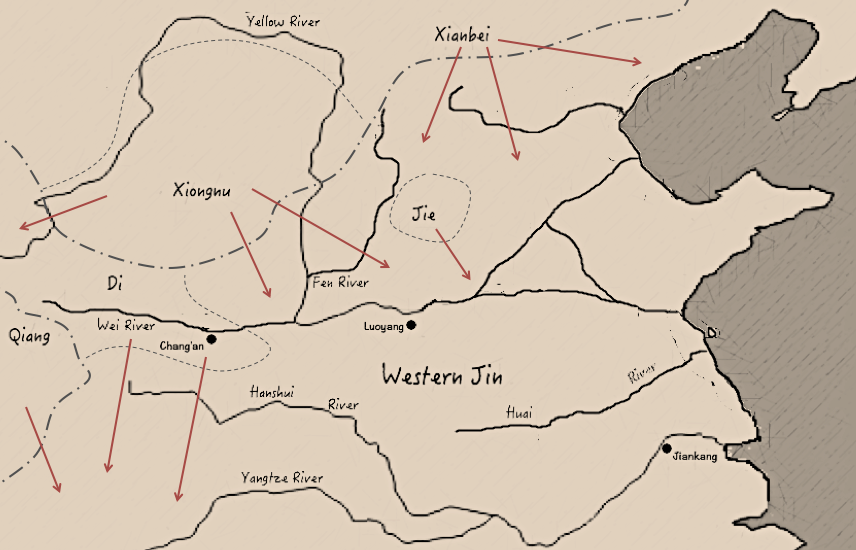
Opstand van de Vijf Barbaren

Wu Hu (Chinees: 五胡; pinyin: Wǔ Hú) of de vijf barbaren, is een Chinees historisch exoniem voor oude niet-Han-Chinese volkeren, die naar het noorden van China emigreerden tijdens de Oostelijke Han-dynastie, en vervolgens de Westelijke Jin-dynastie omverwierpen en hun eigen koninkrijken vestigden in de 4e en de 5e eeuw.

## Vijf volkeren
- Xiongnu
- Jie een afsplitsing van de Yuezhi
- Xianbei
- Di
- Qiang.

Van deze vijf etnische groepen waren de Xiongnu en Xianbei nomadische volkeren uit de noordelijke steppen. De etnische identiteit van de Xiongnu is onzeker, maar de Xianbei lijken Mongools te zijn geweest. De Jie, een ander pastoraal volk, was mogelijk een tak van de Yuezhi, Indo-Scythen. De Di en Qiang kwamen uit de hooglanden van West-China. De Qiang waren overwegend herders en spraken Tibeto-Birmaanse talen, terwijl de Di boeren waren die misschien een  Turkse taal gesproken hebben.

## Opstand van de Vijf Barbaren
De  problemen begonnen bij het aantreden van keizer Jin Huidi in 290. Hij was een marionet van machtige partijen aan het Jin hof tijdens de Oorlog van de Acht Prinsen (291-306). Dit was een successieoorlog tussen leden van de heersende familie Sima, die elkaar probeerden uit te roeien door moord, massale executies of veldslagen. Er werd hierbij vaak een beroep gedaan op huurlingen van de Wu Hu. De Wu Hu stamhoofden zagen het egoïsme van de adel, die het land vernietigden voor hun strijd om macht en rijkdom. Kort na de toetreding van keizer Jìn Huì Dì, had het land te lijden onder hongersnood, epidemieën en overstromingen. Er werd zelf in sommige delen van het land kannibalisme waargenomen. De Wu Hu begrepen na enige tijd dat het niet nodig was de bevelen van de Jin te gehoorzamen en namen zelf het heft in handen.
De opstand door Qi Wannian (齊 萬年), een leider van de Di, die in het grensgebied van de huidige provincies Shaanxi en Sichuan woonden, was de eerste van deze opstanden. Zijn groep telde ongeveer vijftigduizend huurlingen, voornamelijk Di en Qiang stamleden. Hoewel zijn opstand na zes jaar werd onderdrukt, veroorzaakte ze een golf van vluchtelingen, die de naburige gebieden verwoestten. De eerste van de Zestien Koninkrijken, Han-Shu werd in 304 gesticht door een groep Di-vluchtelingen die naar Sichuan waren gevlucht.